# The 11th Hour (trò chơi điện tử)
The 11th Hour là một trò chơi phiêu lưu giải đố tương tác năm 1995 với bối cảnh kinh dị. Đây là phần tiếp theo của tựa game The 7th Guest năm 1993. Một phiên bản trên máy 3DO Interactive Multiplayer đã được lên kế hoạch nhưng chưa bao giờ phát hành.

## Cốt truyện
Câu chuyện mở ra 60 năm sau các sự kiện của The 7th Guest. Thời điểm trong game là năm 1995, người chơi vào vai Carl Denning, một phóng viên điều tra của bộ phim truyền hình "Vụ án chưa được giải quyết". Robin Morales, nhà sản xuất và cũng là người yêu của anh, đã biến mất một cách bí ẩn ba tuần trước ở Harley-on-the-Hudson, New York. Cô đang điều tra về vụ án giết người và mất tích hàng loạt trong vài tháng qua, gây ra sự đáng sợ tại thị trấn ngoại ô êm đềm. Manh mối tiềm năng duy nhất của Denning là một máy tính xách tay có tên là GameBook, chỉ với một dấu bưu điện cho biết nó được chuyển đi từ Harley. Khi khởi động, GameBook hiển thị lời van xin giúp của Robin, mong giúp cô trốn thoát.

## Lối chơi
Nhìn chung, lối chơi tương tự như phiên bản tiền nhiệm với cấu trúc dựa trên các câu đố giống nhau, nhưng có thêm yếu tố truy tìm kho báu.

## Phát hành
Mặc dù Trilobyte đã nhấn mạnh vào năm 1993 — thậm chí trước khi The 7th Guest ra mắt — rằng hãng đã lên kế hoạch phát hành The 11th Hour tháng 10 cùng năm, nhưng game đã ra mắt muộn hơn hai năm (cuối cùng phát hành tháng 12 năm 1995) và không đáp ứng được kỳ vọng về doanh số khi phát hành. Ngay từ khi mới phát triển, một bản port sang hệ máy 3DO đã được lên kế hoạch và công bố ngày phát hành là tháng 5 năm 1994, nhưng nó đã bị lùi lại đến tháng 3 năm 1995, và cuối cùng bị hủy bỏ.
Trilobyte đã xác nhận trò chơi sẽ được phát hành trên cả hai nền tảng iPhone và iPad. Bản phát hành cho iOS đã được lên kế hoạch cho quý 2/quý 3 năm 2011, nhưng đến tháng 3 năm 2012, Trilobyte đã hoãn phát hành vô thời hạn do "các thách thức kỹ thuật nghiêm trọng".
Tháng 4 năm 2012, ứng dụng The 7th Guest: Book of Secrets dành cho iOS đã đổi tên thành Book of Secrets, và được cập nhật để bao gồm hướng dẫn và kịch bản cho The 11th Hour, giống như 7th Guest.
Năm 2012, The 11th Hour phát hành lại trên Windows, dưới dạng bản tải xuống từ DotEmu và GOG.com. Ngày 18 tháng 10 năm 2013, game được phát hành lại một lần nữa trên Steam, như một phần của sự hợp tác giữa Trilobyte và Night Dive Studios.

## Phát triển
Các nhà sản xuất trò chơi ban đầu dự định cho game chứa nhiều nội dung người lớn hơn trong các đoạn phim cắt cảnh; kịch bản cho trò chơi (được xuất bản như một phần của hướng dẫn) bao gồm một số cảnh sex được xếp hạng R. Ngay lập tức có tin đồn rằng có tồn tại một phiên bản "chưa cắt" của 11th Hour, dẫn đến việc các nhà sản xuất trò chơi ra thông báo rằng những phân cảnh xếp hạng R, mặc dù được lên kế hoạch, nhưng chưa bao giờ quay.
Nhiều đoạn phim trong game sử dụng tính năng quay địa điểm; cảnh thứ năm sử dụng màn hình xanh kết hợp một tấm rèm màu xanh lam trung tính. Macintosh Premier dùng để chuyển đổi phim chụp thành hình ảnh và video số hóa. Một chương trình có tên là 'Wavelet', dùng để nén các đoạn video của trò chơi.
Game do Trilobyte phát triển và sử dụng phiên bản mới hơn của engine đồ họa Groovie so với phiên bản từng được The 7th Guest sử dụng. The 11th Hour còn có âm nhạc của George "The Fat Man" Sanger và Team Fat.

## Đón nhận
Trò chơi ban đầu có nhiều nhận xét trái chiều khi phát hành. Sau khi hết lời khen ngợi đồ họa của trò chơi, các câu đố đầy thách thức, cốt truyện và bầu không khí, cũng như lượng máu me vô cớ thấp hơn khi so sánh với The 7th Guest, một người đánh giá cho Maximum đã kết luận "Dù vậy, điểm mấu chốt là 11th Hour về cơ bản là một phiên bản nâng cao hơn của 7th Guest." Một người đánh giá cho Next Generation cũng nhận thấy trò chơi quá giống với tiền nhiệm của nó, đặc biệt là khi ông ta coi toàn bộ thể loại phiêu lưu giải đố là một sự lãng phí thời gian. Ông cũng chỉ trích trò chơi có thời gian tải lâu trừ phi chạy trên máy tính cao cấp. Steve Honeywell từ Computer Game Review gọi đó là một "sự thất vọng to lớn". Arinn Dembo đã đánh giá trò chơi cho Computer Gaming World. Năm 2010, UGO đã đưa trò chơi vào bài báo có nhan đề The 11 Weirdest Game Endings (11 Kết thúc trò chơi kỳ lạ nhất).
Đến tháng 4 năm 1995, Trilobyte dự định ra mắt The 11th Hour với lô hàng 250.000 bản. Tuy nhiên, đến tháng 12, các nhà bán lẻ ở Mỹ đã đặt hàng 500.000 bản game. Theo Geoff Keighley, "The 11th Hour có số lượng bán ra nhiều nhất cho đến thời điểm đó - gần nửa triệu bản". Trò chơi đã thành công về mặt thương mại, với doanh số gần 300.000 bản chỉ tính riêng tại Hoa Kỳ vào tháng 5 năm 1996.